# Rödelmaier
Rödelmaier település Németországban, azon belül Bajorországban. Lakosainak száma 964 fő (2023. december 31.).

## Népesség
A település népessége az elmúlt években az alábbi módon változott:
| Lakosok száma | 539  | 671  | 746  | 752  | 926  | 923  | 941  | 947  | 960  | 964  |
|               | 1875 | 1950 | 1975 | 1987 | 2012 | 2014 | 2016 | 2017 | 2021 | 2023 |